# الجملة المعقدة

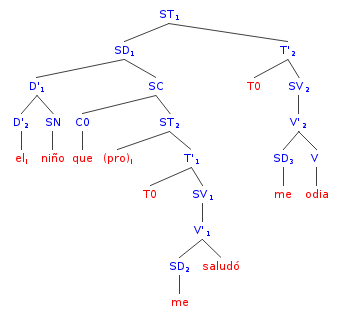

الجملة المعقدة (بالفرنسية:  phrase complexe)‏، في قواعد اللغة هي الجملة التي تحتوي على العديد من الأفعال (عدة مقترحات). جمل بسيطة، على العكس، تحتوي على واحد فقط مترافق الفعل.

## أمثلة
فإن الصقر والعصفور الصقور هي من الطيور الجارحة، تيط والحسون هي من الطيور الجواثم.
فإن القط يسعى على الماوس التي قصير بوتيرة سريعة.
L'arc-en-ciel هو المنتج عندما تمطر 
ولكن هو ليس في الوقت الحالي.

## إقتراح
جملة معقدة تتكون من عدة مقترحات (مجموعة دقيقة). هناك أنواع مختلفة من المقترحات. اقتراح قد يكون:
- مستقلة (ونحن يمكن فصل اثنين من المقترحات مستقلة نقطة، وسوف تكون صحيحة).
- تابعة (جملة تابعة يعتمد على اقتراح آخر (عموما الرئيسي)؛ إذا كان معزولة، سيكون من غير صحيحة نحويا).

## روابط
مقترحات نفس الجملة ترتبط مع بعضها البعض عن طريق موصلات. أنها يمكن أن تكون:
- جنبا إلى جنب → الرابط تجاور: علامات الترقيم منخفضة [ , ; : ]

معلومات الاتصال → العلاقة التنسيق: تنسيق بالتزامن (ولكن أو وأو أو... لأن (إذن هو ظرف التنسيق) ].
- الثانوية → علاقة التبعية: بالتزامن من التبعية [كل الكلمات مع «أن»: ل، قبل أن... باستثناء «كما هي» و «إذا» ] أو النسبية الضمير [ الذي، which which which which which which... ].